# Cantón de Auberive
El cantón de Auberive era una división administrativa francesa, que estaba situada en el departamento de Alto Marne y la región de Champaña-Ardenas.

## Composición
El cantón estaba formado por veinte comunas:
- Arbot
- Auberive
- Aulnoy-sur-Aube
- Bay-sur-Aube
- Colmier-le-Bas
- Colmier-le-Haut
- Germaines
- Mouilleron
- Poinsenot
- Poinson-lès-Grancey
- Praslay
- Rochetaillée
- Rouelles
- Rouvres-sur-Aube
- Saint-Loup-sur-Aujon
- Ternat
- Vals-des-Tilles
- Villars-Santenoge
- Vitry-en-Montagne
- Vivey

## Supresión del cantón de Auberive
En aplicación del Decreto n.º 2014-163 de 17 de febrero de 2014, el cantón de Auberive fue suprimido el 22 de marzo de 2015 y sus 20 comunas pasaron a formar parte del nuevo cantón de Villegusien-le-Lac.